# کاتافالک

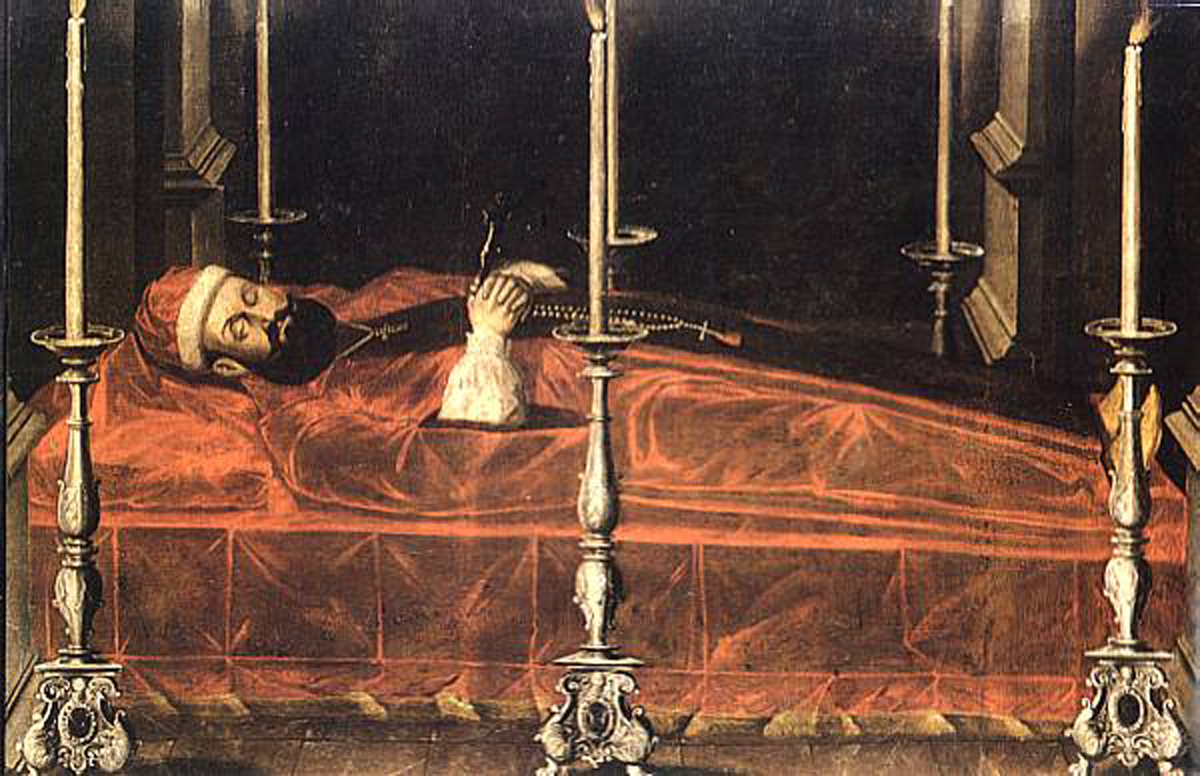
کاتافالک نجیب زاده لهستانی کریستوف اپالینسکی، قرن هفدهم.

کاتافالک (به انگلیسی: Catafalque) زیرتابوتی مرتفع یا جعبه یا سکویی مشابه است که اغلب متحرک بوده و برای حفاظت از تابوت یا بدن فرد متوفی در حین تدفین مسیحی یا مراسم یادبود استفاده می‌شود. پیرو مراسم آمرزش کلیسای کاتولیک رومی، کاتافالک ممکن است به جای جسد در مراسم آمرزش یا عشای ربانی برای مردگان و یا روز ارواح درگذشته استفاده شود.